# Горный климат
Горный климат, климат горных местностей — климатические условия в горах на больших высотах.
Общие особенности горного климата: пониженное атмосферное давление, повышенная интенсивность солнечной радиации, чистота воздуха (вне межгорных котловин) (видимость, мутность), пониженная температура и абсолютная влажность воздуха, рост с высотой количества осадков, горно-долинные ветры.
Разновидность горного климата — высокогорный климат — формируется на высоте 2-3 тысячи метров.